# Октябрьское (Славский городской округ)
Октябрьское — населенный пункт, который расположен в Славском муниципальном округе Калининградской области.

## История
До 1946 года находился в Восточной Пруссии и был известен как Вайнотен, до 1938 - как Альт Вайнотен.

## География
Находится в северной части Калининградской области, в зоне хвойно-широколиственных лесов, на берегу реки Кривая, на расстоянии примерно 10 километров (по прямой) к северо-востоку от города Славска, административного центра района.

### Климат
Климат характеризуется как переходный от морского к умеренно континентальному. Среднегодовая температура воздуха — 7,2 °C. Средняя температура воздуха самого холодного месяца (января) — −5 — −2 °C; самого тёплого месяца (июля) — 22,4 °C. Безморозный период длится в среднем 160—190 дней. Годовое количество атмосферных осадков — около 700 мм, из которых большая часть выпадает в тёплый период.

### Часовой пояс
Посёлок Октябрьское как и вся Калининградская область, находится в часовой зоне МСК−1. Смещение применяемого времени относительно UTC составляет +2:00.

## Население
| 2002 | 2010 |
| ---- | ---- |
| 429  | ↘15  |

### Национальный состав
Согласно результатам переписи 2002 года, в национальной структуре населения русские составляли 85 %.

## Инфраструктура
В посёлке 3 улицы: Лесная, Луговая, Советская.